# Даптоміцин
Даптоміци́н — природний антибіотик з групи ліпопептидів для парентерального застосування. Вперше препарат був отриманий з продуктів життєдіяльності Streptomyces roseosporus, з 1985 року проводилась розробка препарату компанією Eli Lilly, пізніше права на препарат були передані компанії Cubist Pharmaceutical Inc., яка і отримала ліцензію на використання препарату в США в 2003 році, а з 2006 року — в Західній Європі.

## Фармакологічні властивості
Даптоиіцин — природний антибіотик з групи ліпопептидів обмеженого спектру дії. Препарат має бактерицидну дію, що обумовлена його зв'язування з мембранами бактерій та швидкою деполяризацією мембранного потенціалу клітин, внаслідок чого наступає інгібіція синтезу білків, ДНК і РНК, та загибель бактерій, що не супроводжується руйнуванням клітин бактерій. До даптоміцину чутливі виключно грампозитивні бактерії: стафілококи, у тому числі резистентні до метициліну, ванкоміцину, лінезоліду; стрептококи; клостридії; пептостептококи. Грамнегативні бактерії нечутливі до даптоміцину.

### Фармакокінетика
Фармакокінетика даптоміцину поки мало вивчена. Після внутрішньовенного введення препарат швидко розподіляється в організмі, особливо у васкуляризованих тканинах. Зв'язування з білками плазми в даптоміцину становить 90-93 %,але воно слабше, ніж незворотнє зв'язування з мембранами бактеріальних клітин, що може свідчити про вищий рівень біодоступності препарату. Даптоміцин погано проникає через гематоенцефалічний бар'єр. Даптоміцин проникає через плацентарний бар'єр. Немає даних за проникнення даптоміцину в грудне молоко. Препарат практично не метаболізується, виводиться з організму переважно з сечею в незміненому вигляді (78 %) та частково з калом (5 %). Період напіввиведення даптоміцину в середньому становить 8-9 годин, при нирковій недостатності цей час зростає приблизно в два рази.

## Показання до застосування
Даптоміцин переважно застосовують при сепсису, який спричинює Staphylococcus aureus (включно з бактеріальним ендокардитом) та ускладнених інфекціях шкіри та м'яких тканин.

## Побічна дія
При застосуванні даптоміцину можливі наступні побічні ефекти:
- Алергічні реакції — часто (1—10 %) висипання на шкірі; нечасто (0,1—1 %) свербіж шкіри, кропив'янка, гарячка; дуже рідко (менше 0,01 %) легенева еозинофілія (із можливим розвитком еозинофільної пневмонії)[4], анафілактичний шок.
- З боку травної системи — часто (1—10 %) нудота, блювання, діарея, кандидоз ротової порожнини; нечасто (0,1—1 %) запор, біль у животі, жовтяниця, псевдомембранозний коліт.
- З боку нервової системи — часто (1—10 %) головний біль; нечасто (0,1—1 %) запаморочення, парестезії, тривога, безсоння, вертиго.
- З боку серцево-судинної системи — нечасто (0,1—1 %) артеріальна гіпотензія, артеріальна гіпертензія, тахікардія, припливи крові.
- З боку сечовидільної системи — нечасто (0,1—1 %) ниркова недостатність.
- З боку опорно-рухового апарату — нечасто (0,1—1 %) артралгія, слабість в м'язах, міалгії; дуже рідко (менше 0,01 %) рабдоміоліз.
- Зміни в лабораторних аналізах — часто (1—10 %) збільшення активності амінотрансфераз, лужної фосфатази, креатинфосфокінази в крові; нечасто (0,1—1 %) еозинофілія, анемія, тромбоцитоз, гіперглікемія, збільшення рівня білірубіну, креатиніну і сечовини, збільшення активності лактатдегідрогенази в крові.

Під час проведення клінічних досліджень підтверджена безпечність тривалого (більше 14 днів) застосування даптоміцину, частота побічних ефектів була відносно незначною (9,1 % протягом перших 14 діб застосування та 21,3 % протягом 28 діб застосування), із яких лише 6,8 % визначені як серйозні. Найчастіше із побічних реакцій спостерігалось збільшення рівня креатинфосфокінази (2,2—4 % у залежності від тривалості застосування препарату).

## Протипоказання
Даптоміцин протипоказаний при підвищеній чутливості до препарату, дітям до 18 років. З обережністю застосовують при вагітності. Під час лікування даптоміцином рекомендується припинити годування грудьми. Даптоміцин не застосовується при лікуванні пневмонії, тому що він руйнується сурфактантом легень.

## Форми випуску
Даптоміцин випускається в порошку в флаконах для ін'єкцій по 0,35 та 0,5 г.

## Синоніми
Кубіцин, Cubicin RF, Даптолів, Даптоміцин-Віста, Daptomycin Hospira, Dapzura RT